# Шаховский, Борис Михайлович
Бори́с Миха́йлович Шаховский (22 апреля 1921, Астрахань — 30 июля 1967, Москва) — советский поэт.

## Биография
Борис Шаховский родился в Астрахани в семье рабочего и домохозяйки. Отец — Михаил Иванович Шаховский, в годы Гражданской войны был красным партизаном, участвовал в установлении советской власти в Астрахани. Мать — Татьяна Михайловна Шаховская (урождённая Данилова). В Астрахани семья проживала в доме № 36 по ул. Нечаева.
Окончил среднюю школу №36, поступил в Астраханский технический институт рыбной промышленности и хозяйства (сейчас Астраханский государственный технический университет). В начале Великой Отечественной войны, в августе 1941 года, ушёл с четвёртого курса добровольцем на фронт и поступил в Камышинское танковое училище. В сентябре 1942 года оказался на Сталинградском фронте. Участвовал в Сталинградской битве, был командиром танка, затем командующим взвода. Воевал в составе Южного и Четвёртого Украинского фронтов.
Был ранен в правую ногу и контужен с лёгкой потерей слуха. В 1945 году у Шаховского диагностировали комбинированный порок сердца (стеноз и недостаточность митрального клапана), вызванный так называемым «окопным ревматизмом». В октябре 1945 года был признан инвалидом второй группы и демобилизован.
Награждён орденом «Красной звезды», медалями «За оборону Сталинграда» и «За победу над Германией»[когда?].
В 1947 году окончил Рыбный институт с присвоением квалификации инженера-технолога. Работал инженером-технологом производственного отдела Волго-Каспийского треста, затем — корреспондентом областной газеты. Активно выступал в печати и на радио не только в качестве журналиста, но и как поэт.
В 1948 году поступил в Литературный институт им. Горького, который окончил в 1955 году.
В 1956 году был принят в Союз писателей СССР.
В 1950-е годы поэт с женой переехал в Москву, поближе к светилам медицины, поскольку был вынужден много времени проводить в больницах из-за заболевания сердца. В столице супруги поселились в коммунальной квартире на Ломоносовском проспекте. Здесь у Шаховских родилась дочь Татьяна, а затем сын Евгений. Через несколько лет семья получила отдельную жилплощадь на проспекте Вернадского.[значимость факта?]
В 1963 году в Москву во второй раз приехал американский писатель, лауреат Нобелевской премии по литературе Джон Стейнбек, который попросил познакомить его с литератором — участником Сталинградской битвы. В Союзе писателей ему дали адрес Бориса Шаховского. Как вспоминала жена поэта Надежда Шаховская, встреча прошла в непринуждённой и дружеской обстановке. С тех пор литераторы вели переписку. Стейнбек даже прислал Шаховскому печатный экземпляр своей Нобелевской речи.
Скончался 30 июля 1967 года в Москве. Похоронен на Введенском кладбище.

## Семья
Жена — Надежда Степановна Шаховская, урождённая Банатова (11 сентября 1925 — 9 июля 2012).
Дочь — Татьяна Борисовна Шаховская (род. 19 июня 1959)
Внучка — Екатерина Владимировна Александрова (род. 16 марта 1990)
Сын — Евгений Борисович Шаховский (1 декабря 1961 — 29 октября 2018)
Внук — Борис Евгеньевич Шаховский (род. 24 марта 1986)

## Творчество
Первые литературные опыты Шаховский предпринимал ещё в средней школе: сочинял загадки и шарады для газеты «Дети Октября», пробовал писать стихи. По-настоящему его дарование развернулось на фронте.
В 1950 году Шаховский опубликовал первую книгу стихов «Путь юности». С тех пор новые сборники выходили практически каждый год в астраханских и федеральных издательствах вплоть до 1976 года.
Многие стихи Бориса Шаховского положены на музыку композиторами Анатолием Гладченко («На закате», «Друг влюблённых», «Наша Волга», «Верь в любовь рыбака», «Опять вернутся журавли»), Леонидом Тарновским («Молодость едет», «Приморский посёлок», «Татьянка-Таня») и др.

## Оценка творчества
«Стихи Б. Шаховского лишены пессимизма, украшательства, ложной многозначительности, они наполнены весомыми мыслями, зримыми деталями. Просто и тепло говорит поэт о благах жизни, обо всём том земном, что возвышает человека, делает его счастливым и мудрым».
Дина Немировская, поэт, публицист, литературовед
«Почему мы до сих пор любим Шаховского и его стихи, почему мы их читаем, почему он не устаревает?.. О чём писали до него? „Поэзия цифр“, „О директивах партии“, „Читая директивы партии“… С приходом хрущёвской оттепели лёд тронулся, и, конечно, первой её знаковой фигурой у нас стал Борис Шаховский. Он изменил сам рисунок астраханской поэзии. После него она стала добрее и человечнее».
Александр Мамаев, старший научный сотрудник Дома-музея Велимира Хлебникова (Астрахань)

## Издания
- 1950 — «Путь юности»
- 1953 — «До новых встреч»
- 1954 — «Наш рыбацкий край»
- 1955 — «До новых встреч» (переиздание?)
- 1956 — «Три дороги»
- 1957 — «Каспийские зори»
- 1959 — «Опять вернутся журавли»
- 1960 — «Певучие плесы»
- 1961 — «Крутое племя»
- 1961 — «Джованни»
- 1962 — «Друзьям по счастью»
- 1963 — «Жизнь, увлекающая на подвиг»
- 1963 — «Жили звери за рекой»
- 1964 — «Библиотека избранной лирики»
- 1964 — «Пароходные тропинки»
- 1964 — «Голубой конвейер»
- 1965 — «Утренний прибой»
- 1965 — «Утиная история»
- 1966 — «На огненном ветру» — М.: Детская литература.
- 1966 — «Лечебница-целебница»
- 1967 — «Костры на раскатах»
- 1967 — «Тому, кто влюблен»
- 1967 — «Лирические странички»
- 1967 — «Медовый теремок»
- 1969 — «Джованни» (переиздание)
- 1970 — «За рассветной чертой»
- 1971 — «Стихи о нашей любви»
- 1972 — «Окно у причала»
- 1973 — «Медовый теремок» (переиздание)
- 1976 — «Утиная история» (переиздание)

## Признание
Именем Бориса Шаховского названа Астраханская библиотека для молодёжи (ул. 1-я Литейная, 10а).
В 1999 году региональное отделение Союза писателей России и ректорат Астраханского государственного технического университета (бывшего рыбного института) утвердили литературную премию имени Бориса Шаховского.
К столетию со дня рождения поэта, в 2021 году, был снят документальный фильм «Опять вернутся журавли… Памяти Бориса Шаховского» Архивная копия от 27 января 2022 на Wayback Machine (режиссёр Л. Магазевская, автор сценария А. Кочергина).

## Документы
- Документы родителей Б. М. Шаховского

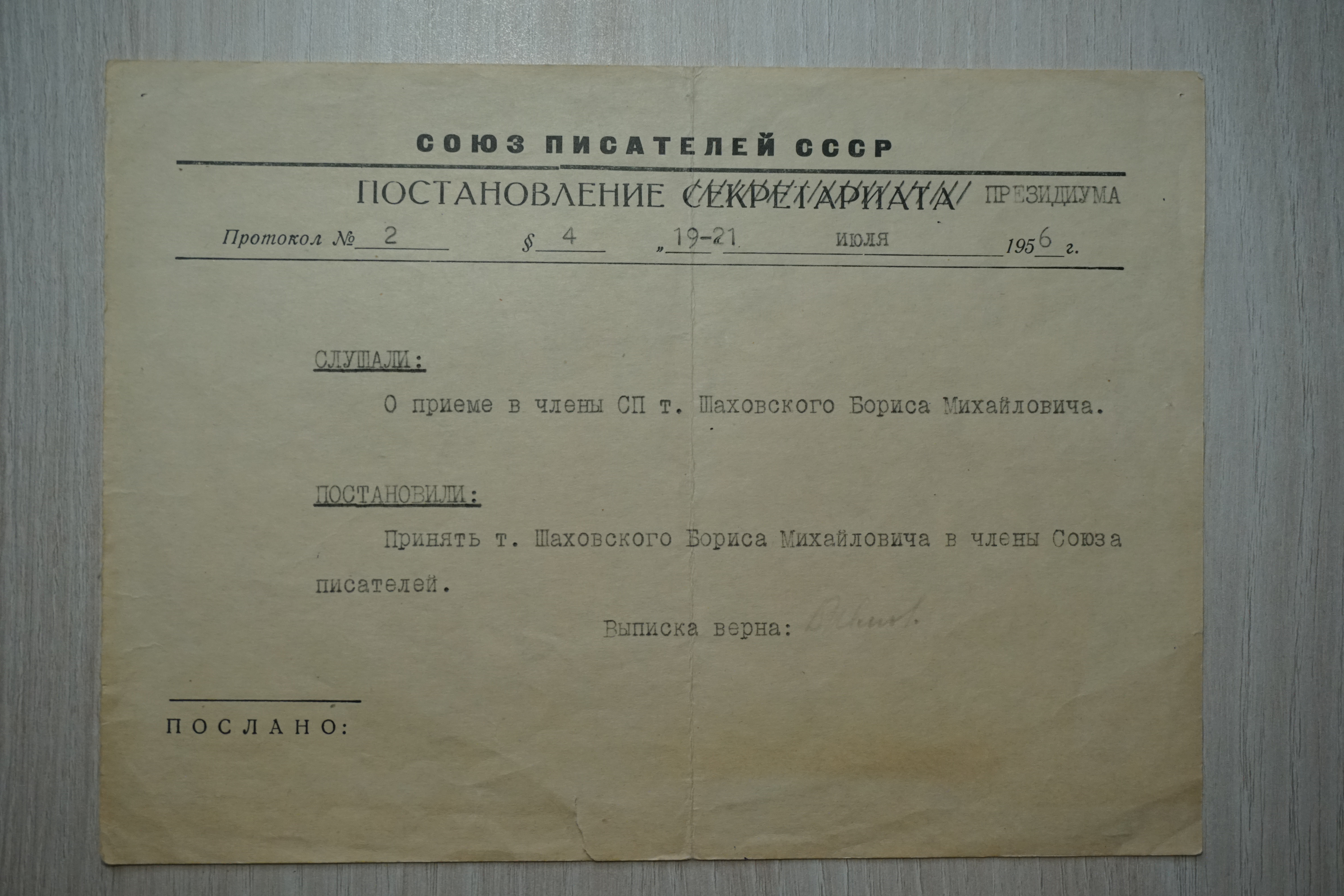
Постановление секретариата о приеме Б. Шаховского в Союз писателей СССР
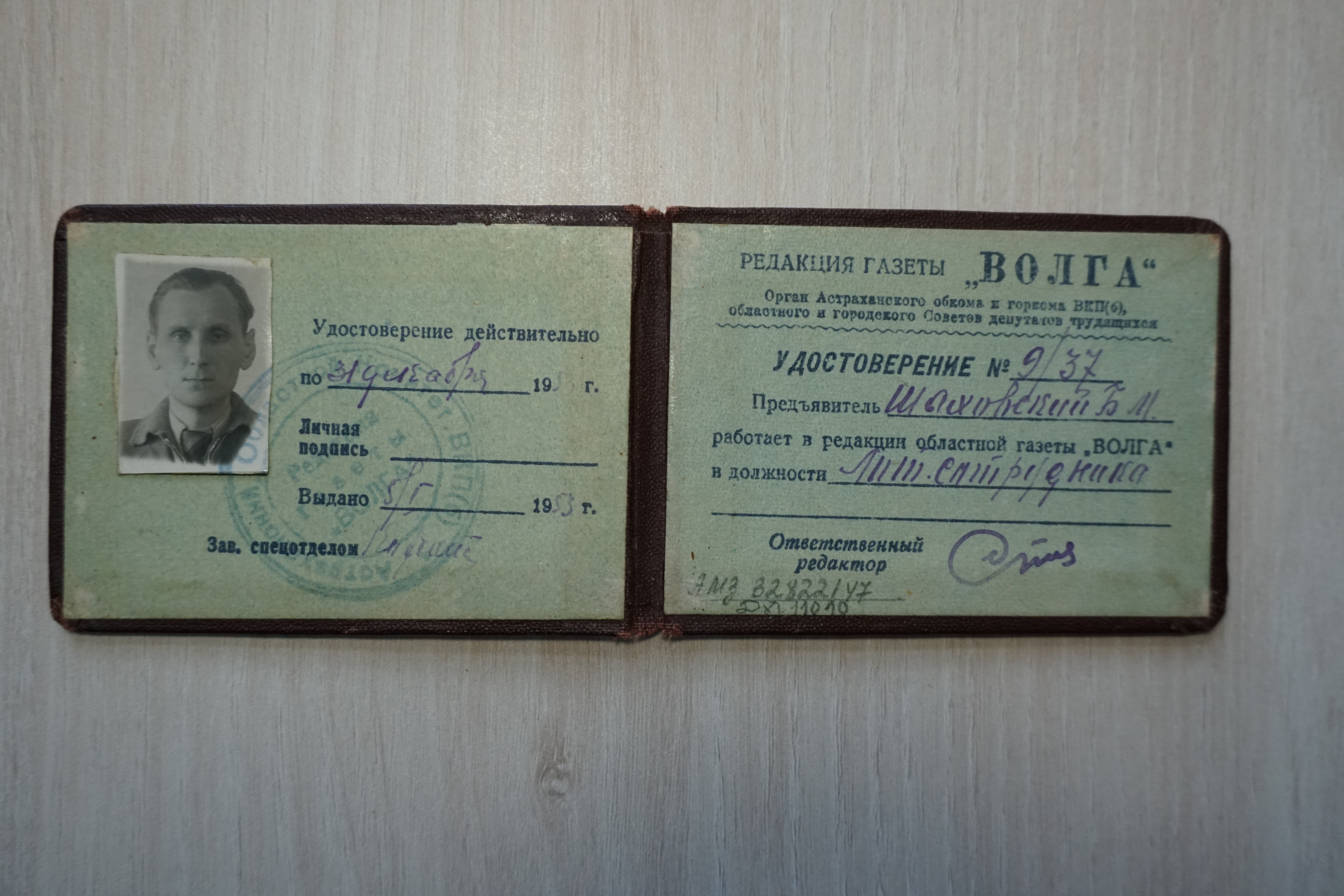
Удостоверение журналиста Б. Шаховского
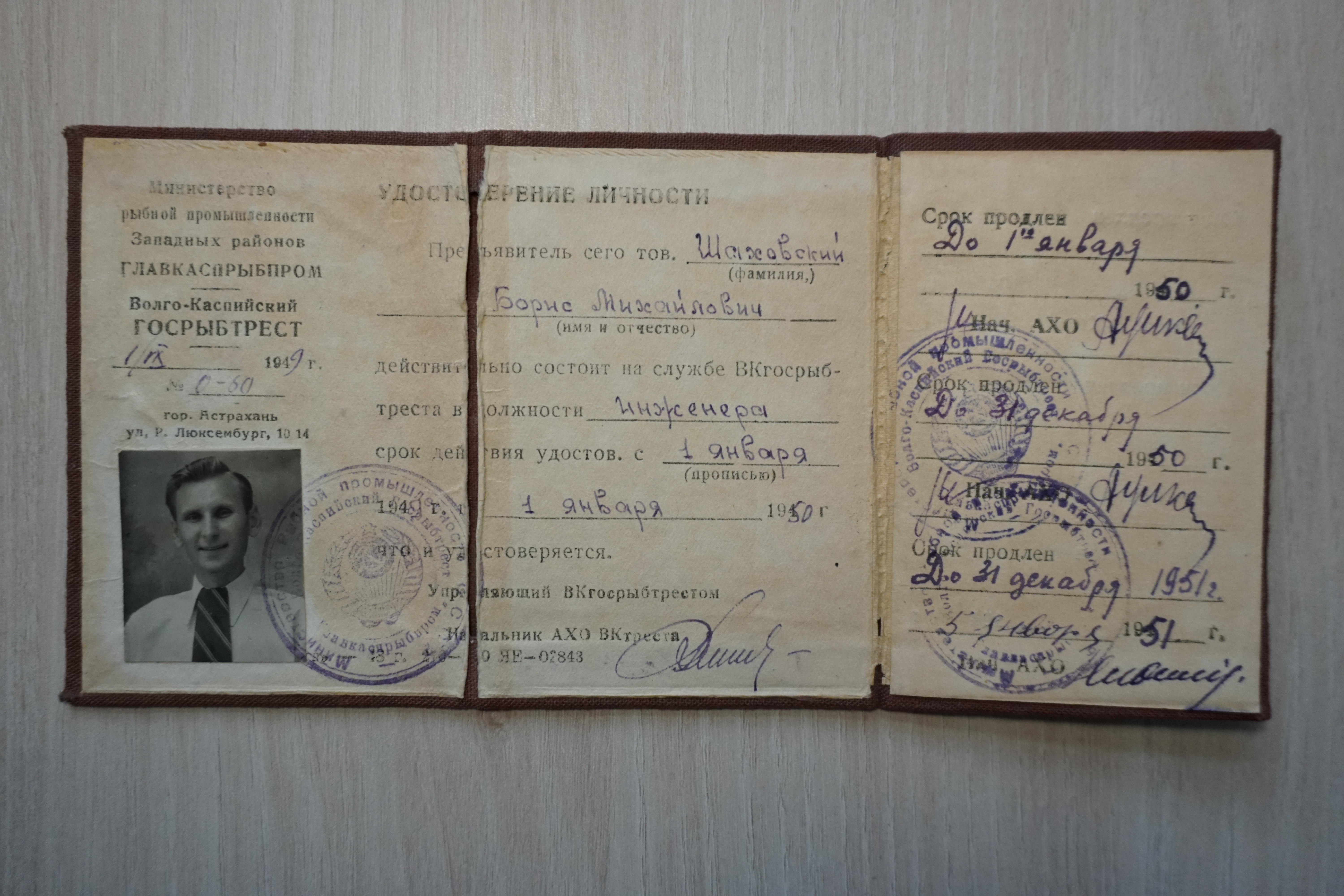
Удостоверение личности Б. Шаховского
- Личный листок Б. Шаховского
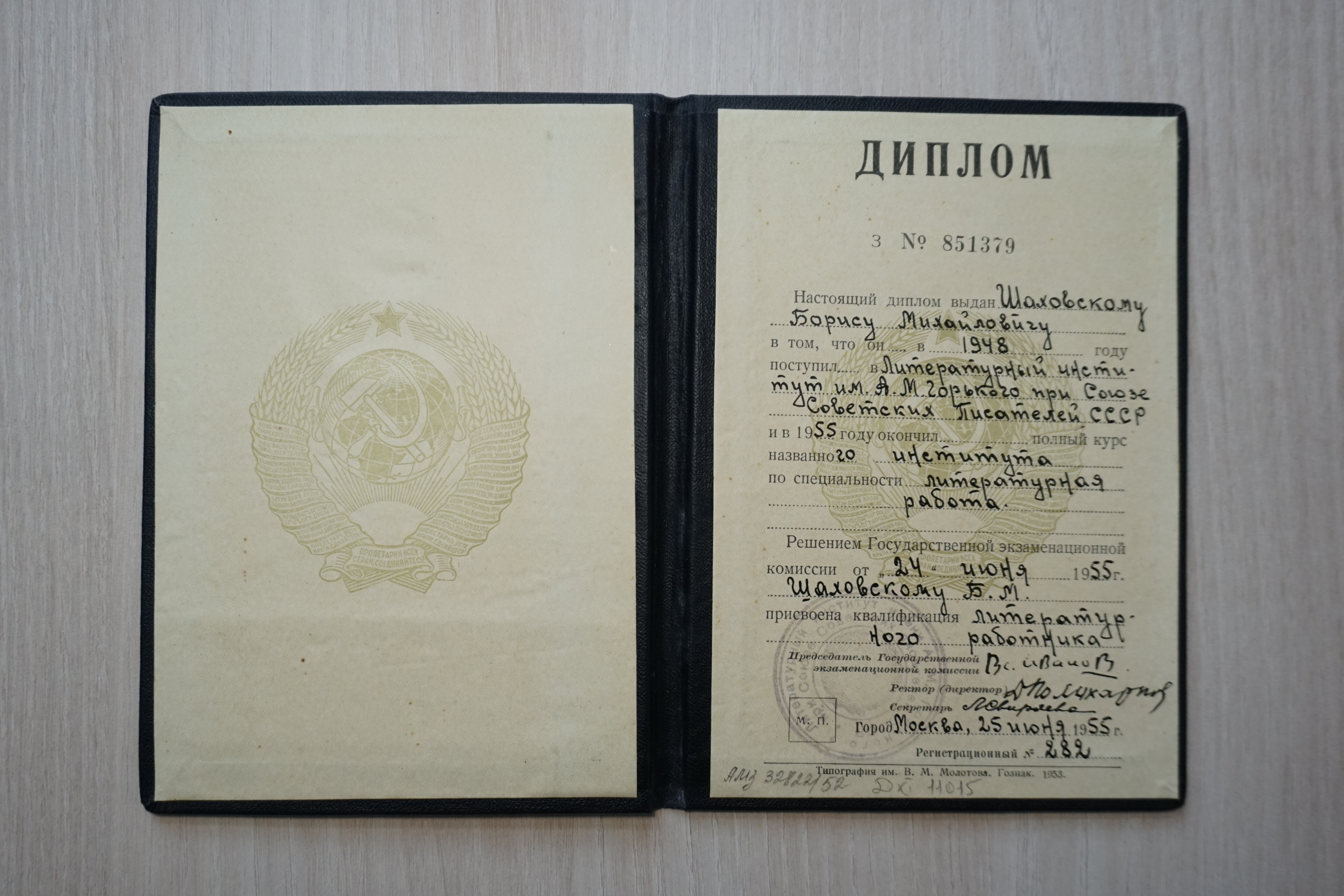
Диплом Бориса Шаховского